# Perfil Bluetooth
Un perfil Bluetooth  es la especificación de una interfaz de alto nivel para su uso entre dispositivos Bluetooth. Para utilizar una cierta tecnología Bluetooth un dispositivo deberá soportar ciertos perfiles.
Los perfiles son descripciones de comportamientos generales que los dispositivos pueden utilizar para comunicarse, formalizados para favorecer un uso unificado. La forma de utilizar las capacidades de Bluetooth se basa, por lo tanto, en los perfiles que soporta cada dispositivo. Los perfiles permiten la manufactura de dispositivos que se adapten a sus necesidades.
Como mínimo, una especificación de perfil debe cubrir:
- Dependencias con otros perfiles.
- Formatos recomendados para la interfaz con el usuario.
- Partes concretas de la pila Bluetooth que se utilizan (opciones particulares, parámetros). Puede incluir una descripción del tipo de servicio requerido.

## Lista de perfiles
Los siguientes perfiles han sido definidos y adoptados por Bluetooth SIG.

### Advanced Audio Distribution Profile (A2DP)
Distribución de audio avanzada. Define cómo se puede propagar un stream de audio (mono o estéreo) entre dispositivos a través de una conexión Bluetooth (por eso también se denomina Bluetooth Audio Streaming)..
Inicialmente se utilizaba en conjunción con un transceptor intermedio conectado al jack de salida de audio por defecto que realizaba la conversión y transmisión. Actualmente, hay dispositivos Bluetooth 2.0 que soportan esta conexión sin esta necesidad. Estos suelen soportar también AVRCP, HSP y HFP.
A2DP puede transmitir un stream estéreo en dos canales a una radio o unos auriculares. Este perfil utiliza AVDTP y GAVDP. Incluye soporte obligatorio para codecs sub-band de baja complejidad (SBC) y soporte opcional de MPEG-1, MPEG-2, AAC y ATRAC, junto con codecs definidos por el fabricante. La mayoría de pilas implementan DRM (en concreto, el mecanismo SCMS-T). En estos casos no pueden conectarse unos auriculares para recibir audio de alta calidad. Por ejemplo, Motorola HT820 solo puede hacer esto con ciertas versiones de pila toshiba.

### Audio/Video Remote Control Profile (AVRCP)
Control remoto de audio/vídeo. Diseñado para ofrecer una interfaz estándar para el control de televisores y aparatos de música entre otros, de forma que un mando único pueda agrupar todo el control. Puede usarse junto con A2DP o VDP.
También permite extensiones específicas del fabricante. Su versión 1.3 permite transmitir información del estado de la fuente, por ejemplo el título de una canción.

### Basic Imaging Profile (BIP)
Tratamiento básico de imágenes. Diseñado para enviar imágenes, incluye capacidades de ajuste de tamaño y conversión a formatos adecuados. También puede dividir una imagen en trozos más pequeños.
- Image Push permite el envío de imágenes.
- Image Pull permite la recepción de imágenes.
- Advanced Image Printing sirve para imprimir imágenes con opciones avanzadas utilizando el formato DPOF.
- Automatic Archive habilita backups automáticos de todas las imágenes nuevas de un dispositivo. Por ejemplo, un portátil puede descargar las imágenes que ha tomado una cámara desde la última conexión.
- Remote Camera permite el uso remoto de una cámara digital.
- Remote Display permite enviar imágenes a otro dispositivo para su visualización (por ejemplo, una presentación a un proyector).

### Basic Printing Profile (BPP)
Impresión básica. Permite el envío de texto, e-e-mails y otros documentos para impresoras. Es distinto a HCRP en que no requiere drivers específicos de impresora, lo que lo hace más apto para dispositivos móviles como cámaras y teléfonos, que no pueden actualizar drivers con sencillez.

### Common ISDN Access Profile (CIP)
Acceso común a ISDN. Provee acceso ilimitado a los servicios de ISDN.

### Cordless Telephony Profile (CTP)
Telefonía sin cables. Permite que los teléfonos inalámbricos utilicen Bluetooth. Se espera que los teléfonos puedan utilizarlo para comunicarse con la línea de teléfono dentro de una casa, y con la red de telefonía móvil cuando no esté disponible (fuera de casa).

### Device ID Profile (DID)
Identificación de dispositivo. Permite a un dispositivo ofrecer identificación más allá de la clasificación en tipo de dispositivo de acuerdo con la versión, fabricante, producto y revisión de la especificación. Podría utilizarse para permitir a un ordenador conectarse a un dispositivo y descargar los drivers necesarios. Sus capacidades son semejantes a las de la especificación de plug and play.

### Dial-up Networking Profile (DUN)
Conexión a red por dial-up o línea conmutada. El caso de uso típico es el de un portátil accediendo a Internet por medio de la línea de un teléfono móvil. Se basa en SPP y permite un funcionamiento razonablemente sencillo con productos existentes, por su similitud con los protocolos de línea serie (serial line Internet protocol). Incluye entre otros el protocolo PPP.

### Fax Profile (FAX)
Fax. Busca ofrecer una interfaz bien definida entre un teléfono móvil o fijo y un ordenador con software de fax. Debe darse soporte al comando AT definido en ITU T.31 o ITU T.32, definidos por ITU-T. No cubre llamadas de voz o datos.

### File Transfer Protocol (FTP)
Transferencia de ficheros. Da acceso remoto a los sistemas de ficheros, permitiendo listados de directorios y cambios a estos, obtención, envío y borrado de ficheros. Se basa en GOEP y utiliza OBEX como transporte.

### General Audio/Video Distribution Profile (GAVDP)
Distribución general de audio/video. Base de A2DP y VDP.

### Generic Access Profile (GAP)
Acceso genérico. Es la base para todos los demás perfiles.

### Generic Object Exchange Profile (GOEP)
Intercambio genérico de objetos. Sirve como base para otros perfiles de datos, y se basa a su vez en OBEX.

### Hard Copy Cable Replacement Profile (HCRP)
Reemplazo de cables. Es una alternativa a una conexión cableada entre un dispositivo y una impresora, aunque no fija un estándar de comunicación con la impresora, por lo que necesita drivers concretos para la impresora que se utiliza, lo que reduce su utilidad en dispositivos sencillos que no suelan disponer de drivers.

### Hands-Free Profile (HFP)
Manos libres. Usado comúnmente para permitir la comunicación con teléfonos móviles dentro de un coche. Utiliza SCO para transportar un canal de audio mono por medio de PCM. Su versión actual es la 1.5. Es un perfil integrado desde hace tiempo en muchos automóviles de fábrica.

### Health Device Profile (HDP)
Health Thermometer Profile (HTP) y Heart Rate Profile (HRP) también se incluyen en esta categoría.
Perfil diseñado para facilitar la transmisión y recepción de datos de dispositivos médicos. Las API de esta capa interactúan con el nivel inferior Multi-Channel Adaptation Protocol (capa MCAP), pero también realizan el comportamiento SDP para conectarse a dispositivos HDP remotos. También hace uso del perfil de identificación del dispositivo (DIP).

### Human Interface Device Profile (HID)
Dispositivo de interfaz humana. Da soporte a dispositivos tales como ratones, joysticks y teclados. También puede utilizarse para indicadores luminosos o botones en otros tipos de dispositivos. Se ha diseñado para ofrecer un enlace de baja latencia manteniendo bajo el consumo.
HID es un wrapper ligero del protocolo original definido para USB. Su uso simplifica la implementación del anfitrión (en concreto, el soporte de USB es reutilizable para Bluetooth en sistemas operativos). Últimamente se ha utilizado en los mandos de las consolas Wii y PS3.

### Headset Profile (HSP)
Auriculares. Uno de los perfiles más comunes, que permiten el uso de los auriculares Bluetooth (BT headsets) con los teléfono móviles. Utiliza SCO para transportar audio a 64 kbps codificado con CVSD o PCM y un subconjunto de comandos AT de GSM 07.07 para dar facilidades sencillas como tono, respuesta, colgado y ajuste de volumen.

### Intercom Profile (ICP)
Intercom (el “perfil del walkie-talkie”). Un perfil de control de teléfono ([https://web.archive.org/web/20080704041215/http://www.palowireless.com/infotooth/glossary.asp#SR) que utiliza SCO para el transporte de audio. Propuesto para el transporte de llamadas entre dos dispositivos Bluetooth capaces de ello.

### Object Push Profile (OPP)
Un perfil básico para el envío de “objetos” genéricos como fotos, tarjetas virtuales (Vcard) o citas. Sigue el modelo push ya que el emisor es el que inicia siempre la comunicación.
Utiliza las API's de OBEX para las operaciones de conexión y desconexión, envío, recepción y cancelación. Situándose por encima de OBEX sigue indirectamente la especificación de la pila Bluetooth.

### Personal Area Networking Profile (PAN)
Redes de área personal. Permite el uso del protocolo de encapsulación de Bluetooth en protocolos de nivel de red sobre un enlace Bluetooth.

### Phone Book Access Profile (PBAP)
Acceso a agenda de teléfonos. Permite el envío de agendas telefónicas entre dispositivos. Puede utilizarse, por ejemplo, para enviar desde un móvil a una pantalla (por ejemplo, de coche en un manos libres) los datos de una llamada.

### Serial Port Profile (SPP)
Puerto serie. Basado en la especificación 07.10 de ETSI por medio del protocolo RFCOMM. Emula una línea serie y provee una interfaz de reemplazo de comunicaciones basadas en RS-232, con las señales de control típicas. Base de DUN, FAX, HSP y AVRCP.

### Service Discovery Profile (SDAP)
Descubrimiento de servicios.

### SIM Access Profile (SAP, SIM)
Acceso a SIM. Permite que los dispositivos compatibles con GSM como teléfonos puedan conectarse a una tarjeta SIM de forma que un teléfono esclavo (como el de un coche) no necesite una tarjeta propia.

### Synchronisation Profile (SYNCH)
Sincronización. Se origina como parte de las especificaciones de infrarrojo pero ha sido seleccionado para pasar a formar parte de la especificación principal. También conocido como IrMC Synchronization.

### Video Distribution Profile (VDP)
Distribución de vídeo. Habilita el transporte de un stream de vídeo. Puede usarse para distribuir un vídeo grabado desde cualquier fuente a un reproductor o televisor. Debe soportar H.263, y opcionalmente MPEG-4 y los perfiles 3 y 8 de H.263.

### Wireless Application Protocol Bearer (WAPB)
Portación de protocolos de aplicación inalámbrica. Permite el transporte de WAP sobre PPP, a su vez sobre Bluetooth.

## Perfiles adicionales
Los siguientes perfiles no están finalizados, pero sí propuestos por Bluetooth SIG.
- Unrestricted Digital Information (UDI). Información digital no restringida.
- Extended Service Discovery Profile (ESDP). Descubrimiento de servicios extendido.
- Video Conferencing Profile (VCP). Videoconferencia. Previsto que sea compatible con 3G-324M y que trabaje sobre conexiones 3G.
- Message Access Profile (MAP). Acceso a mensajes.

Se puede comprobar la compatibilidad entre productos y perfiles en: Bluetooth Qualification Program website (web del programa de cualificación).